# Petrocosmea qinlingensis
Petrocosmea qinlingensis är en tvåhjärtbladig växtart som beskrevs av Wen Tsai Wang. Petrocosmea qinlingensis ingår i släktet Petrocosmea och familjen Gesneriaceae. Inga underarter finns listade i Catalogue of Life.